# Frontière entre le Royaume-Uni et le Venezuela
La frontière entre le Royaume-Uni et le Venezuela est entièrement maritime et se situe en mer des Caraïbes. Elle sépare plus précisément Montserrat, territoire britannique d'outre-mer, et le banc de Aves, dépendance fédérale vénézuélienne.

## Présentation
Il n'y a aucun traité bilatéral entre les deux pays et, selon la Convention des Nations unies sur le droit de la mer, elle devrait être fondée sur une ligne équidistante entre les deux territoires.
Elle rejoint au nord un tripoint avec Saint-Christophe-et-Niévès ; au sud, le tripoint avec la Guadeloupe (15° 50′ 31″ N, 62° 48′ 50″ O) relie la frontière franco-vénézuélienne avec la frontière franco-anglaise.

## Carte des frontières maritimes dans les Caraïbes

Délimitations des frontières maritimes dans les États et territoires des Caraïbes.